# Scytalopus rodriguezi
Scytalopus rodriguezi là một loài chim trong họ Rhinocryptidae.